# Cameron Britton
Cameron Britton (Santa Rosa, 6 giugno 1986) è un attore statunitense di cinema e televisione, noto per il suo ruolo di Ed Kemper nella serie televisiva Netflix Mindhunter, per la quale ha ricevuto una nomination al Primetime Emmy Award come miglior attore ospite in una serie drammatica, e Hazel nella serie televisiva Netflix The Umbrella Academy.

## Carriera
Noto per il suo ruolo di Ed Kemper nella serie televisiva Netflix Mindhunter, e Hazel nella serie televisiva Netflix The Umbrella Academy, Cameron ha ricevuto una nomination al Primetime Emmy Award come Miglior Attore Ospite in una serie drammatica per il ruolo di Ed Kemper in Mindhunter, e il suo primo lungometraggio è stato Millennium - Quello che non uccide. Nel 2022 partecipa alla miniserie La donna nella casa di fronte alla ragazza dalla finestra con Kristen Bell.

## Filmografia

### Cinema
- Camp Takota, regia di Chris e Nick Riedell (2014)
- Redeemed, regia di David A.R. White (2014)
- Vice Versa, regia di Ryan A. Cole – cortometraggio (2014)
- Day Out of Days, regia di Zoe Cassavetes (2015)
- Millennium - Quello che non uccide (The Girl in the Spider's Web), regia di Fede Álvarez (2018)
- All Earthly Constraints, regia di Ryan M. Moore (2020)
- Non così vicino (A Man Called Otto), regia di Marc Forster (2022)

### Televisione
- Unusual Suspects – programma TV, puntata 6x03 (2014)
- Lab Rats – serie TV, episodio 3x16 (2014)
- Vox Influx – serie TV, episodio 1x01 (2014)
- Battle Creek – serie TV, episodio 1x13 (2015)
- Stitchers – serie TV, 22 episodi (2015-2017)
- Mindhunter – serie TV, 4 episodi (2017-in corso)
- S.W.A.T. – serie TV, episodio 1x05 (2017)
- Barry – serie TV, episodi 1x02-1x04 (2018)
- The Umbrella Academy – serie TV, 10 episodi (2019-in corso)
- Manhunt – serie TV, 9 episodi (2020)
- Shrill – serie TV, 4 episodi (2021)
- La donna nella casa di fronte alla ragazza dalla finestra (The Woman in the House Across the Street from the Girl in the Window) – miniserie TV, 7 puntate (2022)

## Doppiatori italiani
Nelle versioni in italiano dei suoi lavori, Cameron Britton è stato doppiato da:
- Paolo Vivio in Millennium - Quello che non uccide, Non così vicino
- Francesco Sechi in Mindhunter, The Umbrella Academy
- Francesco De Francesco in Barry
- Michele Botrugno ne La donna nella casa di fronte alla ragazza dalla finestra